# Telésforo García Carreón
Telésforo García Carreón es un político mexicano miembro del Partido Revolucionario Institucional. Actualmente es dirigente del Movimiento Antorchista en Chimalhuacán.

## Carrera política
García Carreón es licenciado en Ingeniería Agrónoma por el Instituto Tecnológico Agropecuario No. 32 de Tecomatlán, Puebla. Antes de incursionar en la política, fue profesor de las asignaturas matemáticas, química, y filosofía.
Durante el trienio 2000-2003, ocupó la Dirección de Seguridad Pública y Tránsito de Chimalhuacán, cargó que repetiría entre el 2006 a 2009. 
Fue director del Organismo Descentralizado de Agua Potable, Alcantarillado y Saneamiento de Chimalhuacán, del 2008 a 2009, bajo la administración de Marco Antonio Lázaro Cano.
En 2012, es postulado para la presidencia municipal de Chimalhuacán, resultando ganador, y entrando en funciones el 1 de enero de 2013. En su trienio, se concretó uno los proyectos más de infraestructura más ambiciosos del municipio, el Paseo del Guerrero Chimalli, donde se encuentra la estatua del mismo nombre realizada por el artista Sebastián, que causó mucha polémica por el alto costó que generó.